# 하산 에 사바흐

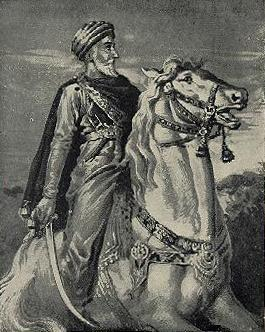

하산 에 사바흐(1050년대 ~ 1124년, 페르시아어: حسن صباح)는 니자리 이스마일파 전도사로, 11세기 후반 페르시아 북부 엘부르즈산맥에 종교 공동체를 설립했다. 후에 산중에 알라무트 요새를 축성하고 셀주크 튀르크에 대항하는 페르시아 독립운동의 근거지로 삼았다. 알라무트 일대의 이스마일파 공동체를 국가로 취급할 경우 니자리 아사신국이라 하여 하산 에 사바흐는 그 초대 국가원수로 본다. 사바흐가 육성한 무력행동대인 페다인 집단은 흔히 "아사신"이라 불리었으며 이것이 곧 암살교단의 시초가 된다.

## 같이 보기
- 아가 칸 4세